# Andrei Kymach
Pour les articles homonymes, voir Kymach.
Andrei Kymach (Andrí Vassíliovitx Kímatx), né en 1988 à Berežanõ (uk) (raïon de Kalynivka), dans l'oblast de Vinnytsia (République socialiste soviétique d'Ukraine), est un chanteur d'opéra ukrainien de tessiture baryton.

## Biographie
Andrei Kymach étudie la philosophie à l'université de Kiev. De 2016 à 2018, il est artiste dans le programme d'opéra jeunesse du théâtre Bolchoï. Il débute en 2018 au Grand Théâtre du Liceu dans le rôle de Riccardo Forth dans I puritani de Bellini. L'année suivante, il gagne le prix BBC Cardiff Singer of the World competition.